# علم حرية التعبير
علم حرية التعبير هو رمز للحرية الشخصية ويهدف لتشجيع حرية التعبير. العلم من تصميم الفنان جون ماركوت. تم إنشاؤه بتاريخ 1 مايو عام 2007، على خلفية نزاع وقع على الإنترنت مع مجموعة (AACS). تحكمت هذه المجموعة برمز يقوم بنسخ أسطوانات الفيديو الرقمية فائقة الدقة وأقراص بلو راي. يعكس كل من تصميم وألوان العلم هذا الرمز الخاص. أصبح العلم شعبيًا على الإنترنت. وجرى اقتباس نسخ أخرى مُعدَّلة عن العلم الأصلي.

## وصلات خارجية
- Marcotte، John (1 مايو 2007). "Free Speech Flag". Badmouth.net. مؤرشف من الأصل في 2007-05-04. اطلع عليه بتاريخ 2015-09-25.
- Fred von Lohmann (2 مايو 2007). "09 f9: A Legal Primer". Electronic Frontier Foundation. مؤرشف من الأصل في 2015-02-18. اطلع عليه بتاريخ 2015-09-25.